# لئوپولد سدار سنگور
لئوپولد سدار سنگور (فرانسوی: Léopold Sédar Senghor‎; زاده ۹ اکتبر ۱۹۰۶ در جوآل – درگذشته ۲۰ دسامبر ۲۰۰۱ در نورماندی، فرانسه) شاعر سیاهپوست سنگالی و فیلسوف، مدافع حقوق بشر در آفریقا، کاتولیک مذهب، پدر استقلال و نخستین رئیس‌جمهور سنگال بود.
وی در دانشگاه سوربن درس خواند و در پاریس با امه سزر شاعر و سیاستمدار و سایر روشنفکران و شعرای سیاه‌پوست ناحیه کارائیب آشنا شد.
سگور سال‌ها از برجسته‌ترین روشنفکران و رهبران آفریقای غربی بوده و مدت‌ها به تدریس اشتغال داشته‌است.

## زندگی

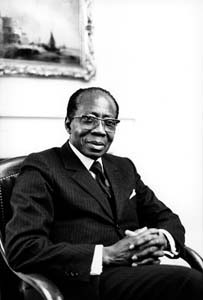

او در سال ۱۹۰۶ در سنگال دیده به جهان گشود و تحصیلاتش را در مدرسه مذهبی کاتولیک در داکار و کالج لیبرمان به پایان رساند و در سال ۱۹۲۸ برای تحصیلات عالی به پاریس رفت.
وی در دبیرستان لوئی لوگران و دانشگاه سوربن به فراگیری فلسفه و ادبیات پرداخت و در سال ۱۹۳۵ به درجه استادی دستور زبان دانشگاه فرانسه رسید.
وی در این دوره با نام‌آوران و افراد سرشناس چون ژرژ پمپیدو آشنا شد که این دوستی‌ها، سرآغاز برای رسیدن به موفقیت‌های آینده شاعر جوان محسوب می‌شود. او علاقه زیادی به فراگیری و خواندن کتاب‌های نویسندگان و شعرای بزرگی چون مارسل پروست، ژان پل سارتر، پل کلودل، سن-ژان پرس، آندره برتون، و پل الوار داشت. او شاعر سوررئالیست بود که با استفاده از فضاهای خاص فرانسوی-آفریقایی موسیقاری، سنتی و اسطوره‌ای باعث خلق آثاری نو سخت پیچیده گردید.

## سیاست
وی در سال ۱۹۶۰ به عنوان رئیس‌جمهور جمهوری مستقل سنگال منصوب شد. سنگور پس از ۲۰ سال رئیس‌جمهوری به‌طور داوطلبانه از مقامش کنار رفت.

## درگذشت
سنگور در ۲۰ دسامبر ۲۰۰۱ در سن ۹۵ سالگی، در منزل خود در نورماندی، واقع در شمال غرب فرانسه درگذشت.

## جوایز
او در سال ۱۹۷۴ برنده جایزه گیوم آپولینر شد.